# توم إيرفن
توم إيرفن (بالإنجليزية: Tom Ervin)‏ هو قاضي ومحامي وسياسي أمريكي، ولد في 14 مايو 1952 في أندرسون في الولايات المتحدة. حزبياً، نشط في الحزب الجمهوري والحزب الديمقراطي. وقد انتخب عضو مجلس نواب كارولاينا الجنوبية.

## وصلات خارجية
- الموقع الرسمي